# ウルトラメモリ
ウルトラメモリ株式会社（英: UltraMemory Inc.）は、高性能計算の超広帯域かつ大容量のDRAMの研究開発および設計を事業とする、半導体メモリ設計会社である。

## 略歴
2013年11月「ウルトラメモリ」へ社名を変更。半導体素子、集積回路の電子部品開発、設計、製造、販売及び保守へ事業内容を変更、その年の2013年12月1日元エルピーダメモリの安達隆郎が代表取締役へ、安藤学が取締役へ就任、石塚義樹が監査役へ就任。2015年4月15日に元PEZY Computing社社長の齊藤元章が取締役へ就任した。変更前の名称は株式会社EMSマネージメント。

## 技術
黒田忠広（東京大学大学院工学系研究科教授）が開発した近接場（磁界）結合集積技術を基にした高速で広帯域なDRAMを、PEZY Computingが開発するプロセッサー専用に設計している。
それに必要不可欠な3D積層技術については、ウルトラメモリは自社開発している。DRAMウェハーを薄く研磨することで、そのダイをプロセッサーのダイとSiP内で3D積層して、お互いの距離を短くすることで、データをワイヤーボンディングを使わず無線伝送するためのアンテナが小型化されている。

## 沿革
- 2006年5月1日 ‐ 株式会社EMSマネージメント設立。
- 2010年
  - 4月15日 ‐ 石塚義樹代表取締役に就任。
  - 7月28日 ‐ 東京都港区麻布永坂町へ本店移転[6]。
- 2012年3月1日 ‐ 株式会社エンジニアリングリソースマネージメントへ商号変更。
- 2013年
  - 11月22日 ‐ ウルトラメモリ株式会社へ商号変更。
  - 12月1日 ‐ 事業内容を半導体素子・集積回路等の電子部品関連事業へ変更。代表取締役に安達隆郎、取締役に安藤学および斉藤義明、監査役に石塚義樹がそれぞれ就任。
  - 12月9日 ‐ 東京都文京区本郷四丁目1番7号に本店移転。
  - 12月20日 ‐ 東京都千代田区本神田小川町一丁目11番地に本店移転。
- 2015年
  - 4月15日 ‐ 齊󠄀藤元章が取締役に就任（2015年11月20日登記）。
  - 8月7日 ‐ 東京都八王子市旭町11番8号に本店移転。
- 2016年9月16日 ‐ 取締役の安藤学および石塚義樹が辞任。取締役に中村正行、監査役に横山卓司が就任。
- 2017年12月25日 ‐ 齊藤元章が取締役を退任。
- 2021年4月1日 ‐ 中村正行が代表取締役社長に就任[7]。